# Ponera minuta
Ponera minuta är en myrart som beskrevs av Horace Donisthorpe 1920. Ponera minuta ingår i släktet Ponera och familjen myror. Inga underarter finns listade i Catalogue of Life.